# 大城村
大城村（おおきむら）は、昭和の大合併で消滅した村。福岡県の中央に位置した。旧御井郡。
1955年3月1日、三井郡北野町・金島村・弓削村と対等合併し、新しい北野町となったために消滅した。以下は合併前日までの情勢である。

## 地理

### 隣接していた自治体
すべて三井郡である
- 善導寺町
- 大橋村
- 北野町
- 大堰村
- 金島村

## 歴史

### 近現代
- 1889年4月1日 - 御井郡大城村、乙吉村、乙丸村、赤司村、稲数村、仁王丸村、塚島村、中島村、千代島村が合併し御井郡大城村が成立。
- 1896年4月1日 - 郡の再編により御井郡、御原郡、山本郡が統合し、三井郡大城村となる[1]。
- 1955年3月1日 - 近隣町村との合併により、消滅。

## 交通

### 鉄道路線
- 西日本鉄道
  - 西鉄甘木線： 大城駅

## 名勝旧跡
- 赤司天満宮
- 赤司城址
- 益影の井

## 学校
- 大城村立大城小学校
- 大城村立赤司尋常小学校（昭和初期に廃校）
- 組合立千歳中学校（金島村に所在）